# 缺血性挛缩
缺血性挛缩，又称福克曼挛缩，是指手在腕部的永久性屈曲挛缩，导致手和手指呈爪状畸形。手指的被动伸展受限且会造成疼痛。